# Sylvain Salnave
Sylvain Salnave, född 7 februari 1826, död 15 januari 1870, var president i Haiti 2 maj 1867 - 27 december 1869.